# Агинський степ
Агинський степ — підвищена рівнина у Забайкальському краї Росії. Розташована на похилих схилах хребтів і долин річок басейну Аги. Довжина близько 100 км, висота 600–900 м. Складена алювіальними і елювіальними відкладеннями антропогену, кембрійськими сланцями. Поширена ковильно-типчаково-полинова і пижмова рослинність на глибокопромерзаючих безкарбонатових чорноземах і гірських сірих лісових неопідзоленних ґрунтах. Значні площі розорані.